# Catharina van Orliens

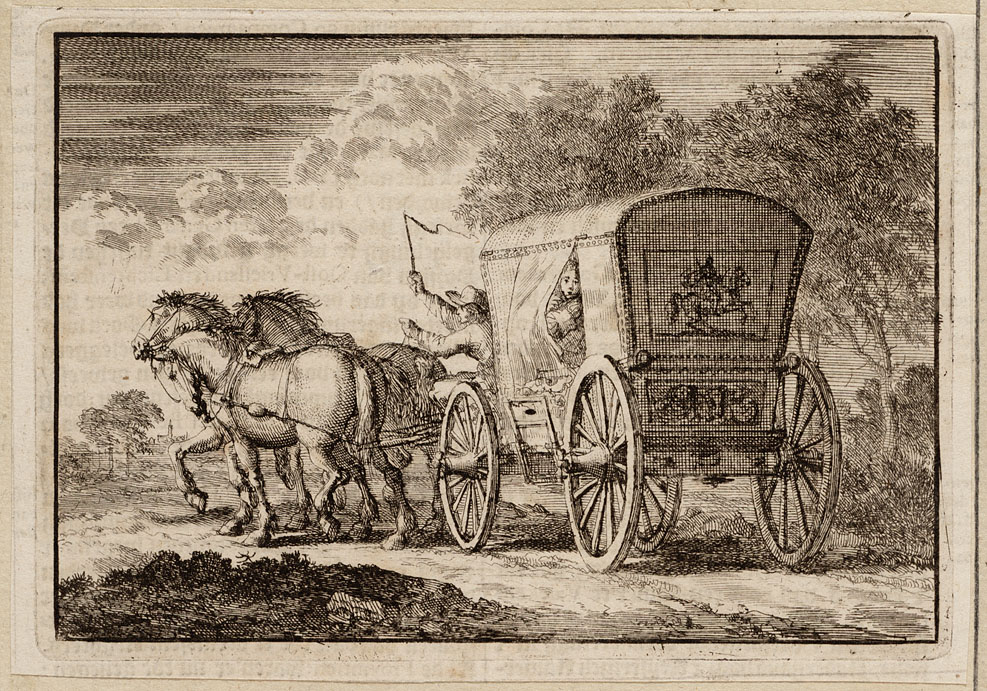
De in Den Haag door De Mortaigne geschaakte Catharina van Orléans wordt per rijtuig naar Kuilenburg gebracht

Catharina van Orliens (Sluis, 1647 - aldaar, 23 mei 1680) is voornamelijk bekend geworden doordat ze werd geschaakt.
Van Orliens was al vroeg wees en verbleef regelmatig bij haar tante in Den Haag. De erfenis van haar ouders vormde een aantrekkelijke bruidsschat. Ze was in 1664 verloofd met Jan van Ruytenburg, heer van Vlaardingen, toen ze op 17-jarige leeftijd, een week voor de trouwdatum, werd geschaakt door jhr. Johan Diederik de Mortaigne, kamerheer van Karel X Gustaaf van Zweden. Het paar vluchtte naar Culemborg, een vrijplaats omdat deze heerlijkheid formeel geen deel uitmaakte van de Republiek der Verenigde Nederlanden. De graaf van Culemborg was er niet van overtuigd dat de schaking onvrijwillig had plaatsgevonden, en wilde daarom het paar niet uitleveren. Ten slotte keerde Van Orliens naar Den Haag terug, maar haar verloofde had toen geen belangstelling meer en door het gebeurde had haar reputatie een knauw gekregen. Uiteindelijk keerde ze terug naar Sluis waar ze zou trouwen met Cornelis Pompe van Slingeland. Ze overleed op 33-jarige leeftijd, kort na de geboorte van haar vijfde kind.

## Publicaties
In 1664 verschenen twee pamfletten over de schaking: De seer grouwelicke ontschakinge van de edele jonckvrouwe Catharina van Orleans en Haegsche juffer roof of verhael van het gepasseerde omtrent het rapieren en wegh voeren van Juffr. Catharina van Orliens door Johan Diederik Mortaigne ende het gene daer op soo in den Hage als tot Culemborgh is gepasseert. Jacob van Lennep beschreef de geschiedenis in Een schaking in de zeventiende eeuw (1850).

## Trivia
- Catharina van Orliens was van moederszijde een achternichtje van Jacob Cats.